# Gustavo Alfaro
Gustavo Julio Alfaro (ur. 14 sierpnia 1962 w Rafaeli) – argentyński piłkarz występujący na pozycji pomocnika pomocnika, trener piłkarski, od 2024 roku prowadzi reprezentację Paragwaju.

## Kariera
Jego największym osiągnięciem w roli piłkarza był awans z Atlético de Rafaela do drugiej ligi argentyńskiej (1989), pełnił wówczas rolę kapitana drużyny.
Jako trener wprowadził do pierwszej ligi najpierw Club Olimpo (2002), a następnie Quilmes AC (2003). Pod jego wodzą Quilmes zakwalifikował się do Copa Sudamericana (2004), a następnie po 26 latach przerwy do Copa Libertadores (2005). Z Arsenalem de Sarandí zdobył Copa Sudamericana (2007), pierwsze trofeum w historii klubu. Wywalczył również pierwszy w historii Arsenalu awans do Copa Libertadores (2008). Podczas drugiego pobytu w Arsenalu poprowadził zespół do pierwszego w historii mistrzostwa Argentyny (Clausura 2012). Później zdobył z nim superpuchar Argentyny (2012) i puchar Argentyny (2013). Pierwszy raz w historii klubu wyszedł z grupy w Copa Libertadores (2014). Podczas pracy w CA Boca Juniors wywalczył superpuchar Argentyny (2019).
We wrześniu 2020 został selekcjonerem reprezentacji Ekwadoru. Wywalczył z nią awans na mistrzostwa świata w Katarze.
Nosi przydomek „Lechuga”.